# Jujurieux
Jujurieux település Franciaországban, Ain megyében. Lakosainak száma 2209 fő (2022. január 1.). Jujurieux L’Abergement-de-Varey, Boyeux-Saint-Jérôme, Mérignat, Neuville-sur-Ain, Poncin, Pont-d’Ain és Saint-Jean-le-Vieux községekkel határos.

## Népesség
A település népességének változása:
| Lakosok száma | 1520 | 1492 | 1602 | 1950 | 2172 | 2191 | 2156 | 2137 | 2129 | 2209 |
|               | 1968 | 1982 | 1990 | 2006 | 2013 | 2015 | 2017 | 2019 | 2020 | 2022 |